# Фосфорные кислоты
При взаимодействии оксида фосфора(V) с водой на холоде получается метафосфорная кислота HPO3, представляющая собой прозрачную стекловидную массу. При разбавлении её водой образуется ортофосфорная кислота H3PO4:
{\displaystyle {\mathsf {HPO_{3}+\ H_{2}O\longrightarrow \ H_{3}PO_{4}}}}
При нагревании до 200—250 °C ортофосфорная кислота обезвоживается, и образуется пирофосфорная кислота H4P2O7, в результате дальнейшей дегидратации которой при 400—500 °C вновь образуется метафосфорная кислота:
{\displaystyle {\mathsf {H_{4}P_{2}O_{7}\longrightarrow \ H_{2}O+2\ HPO_{3}}}}
Из всех фосфорных кислот наибольшее практическое значение имеет ортофосфорная кислота H3PO4 (которую часто называют просто фосфорная). Для её получения используют реакции обмена фосфатов с сильными кислотами или окисление белого фосфора азотной кислотой:
{\displaystyle {\mathsf {Ca_{3}(PO_{4})_{2}+3\ H_{2}SO_{4}\longrightarrow 2\ H_{3}PO_{4}+3\ CaSO_{4}}}}
{\displaystyle {\mathsf {3\ P+5\ HNO_{3}+2\ H_{2}O\longrightarrow 3\ H_{3}PO_{4}+5\ NO\uparrow }}}
Фосфорную кислоту и её соли (дигидрофосфаты, гидрофосфаты и фосфаты) широко используют при производстве минеральных удобрений. Наиболее распространёнными фосфорными удобрениями являются простой суперфосфат, преципитат и фосфоритная мука.
Существуют также полифосфорные кислоты Hn+2PnO3n+1 и ультрафосфорные кислоты с отношением H2O/P2O5, меньшим 1.